# Фуфаевский, Сергей Леонидович
Сергей Леонидович Фуфаевский (1867—1924) — русский военачальник, генерал-майор.

## Биография
Родился 16 января 1867 года в православной дворянской семье Новгородской губернии, сын подполковника.
Образование получил во 2-м кадетском корпусе (1883).
В военную службу вступил 1 сентября 1883 года. Окончил Михайловское артиллерийское училище (1886; по 1-му разряду). Выпущен из портупей-юнкеров подпоручиком (пр. 11.08.1886; ст. 14.08.1884) в 3-ю гвардейскую и гренадерскую артиллерийскую бригаду. Поручик (ст. 14.08.1888).
Окончил Михайловскую артиллерийскую академию (по 1-му разряду). Поручик гвардии (ст. 14.07.1891). Штабс-капитан (пр. 1895; ст. 02.04.1895; за отличие). Капитан (пр. 1897; ст. 06.12.1897; за отличие). Полковник (ст. 28.03.1904).
Окончил Офицерскую артиллерийскую школу «успешно». Командир 2-й батареи лейб-гвардии 1-й артиллерийской бригады. Командир 1-го дивизиона лейб-гвардии 2-й артиллерийской бригады (01.06.1907-01.08.1911).
Генерал-майор (пр. 1911; ст. 01.08.1911; за отличие). Командир 38-й артиллерийской бригады (с 01.08.1911).
Участник Первой мировой войны. В августе 1914 года командуя 38-й артиллерийской бригадой совместно с 38-м летучим артиллерийским парком 38-й пехотной дивизии воевал на Западном фронте. На 7 ноября 1914 года и 29 марта 1915 года находился в том же чине и должности. Инспектор артиллерии 37-го армейского корпуса с 7 мая по 20 сентября 1915 года. Состоял в резерве чинов при штабе Петроградского военного округа (с 20.09.1915). На 10 июля 1916 года — в том же чине и должности.
Участник Белого движения. Эвакуирован в конце января 1920 года из Новороссийска на корабле «Ганновер». Затем находился в Русской Армии в Севастопольской крепостной артиллерии (до эвакуации из Крыма). Эвакуировался в Каттаро (Югославия).
До конца жизни находился в эмиграции в Югославии, работал на артиллерийско-техническом заводе.
Умер в Крагуеваце (Югославия) 30 апреля 1924 года.

## Награды
- Ордена Св. Анны 2-й степени (1904); Св. Владимира 3-й степени (1910); Св. Станислава 1-й степени (1913); мечи к Св. Станиславу 1-й степени (ВП 07.11.1914); Св. Анны 1-й степени с мечами (ВП 07.11.1914); мечи к ордену Св. Станислава 1-й степени (ВП 07.11.1914); мечи к ордену Св. Владимира 3-й степени (ВП 29.03.1915).